# 유신운동
유신운동(維新運動, 베트남어: Phong trào Duy Tân)은 20세기 초,  프랑스 식민제국 체제 중 안남 보호령에서 진행된 개혁, 독립운동을 이르는 말이다. 판보이쩌우의 동유운동과 판쩌우찐의 통킹 의숙 운동이 대표적이다.
당시 베트남의 개혁 운동은 크게 두 가지 방법으로 진행되었다. 하나는 판보이쩌우가 주도한 동유운동으로 일본에 유학생을 보내 유신의 성과를 직접 체득하고, 베트남의 근대화를 이끌어 갈 인재를 양성하는 것이었고, 다른 하나는 판쩌우찐이 주도한 통킹 의숙 운동으로 학교를 설립하여 근대적 교육을 통해국민 계몽을 추진하려는 것이었다.

## 같이 보기
- 통킹 의숙
- 동유운동
- 판보이쩌우
- 판쩌우찐